# Pot Panic
Pot Panic è un videogioco rompicapo pubblicato nel 1991 per Amiga e Commodore 64 dall'editrice tedesca Kingsoft GmbH di Aquisgrana. Si basa sull'abbinamento di pentole e altri recipienti da cucina (da cui il titolo, traducibile "panico da pentole") che cadono dall'alto in tempo reale, nello stile di Tetris; in particolare è un clone di Hatris del 1990, che non era uscito ufficialmente per computer e usa cappelli anziché pentole. Il manuale di Pot Panic cita anche versioni per Atari ST e MS-DOS, che però non risultano essere mai state pubblicate.

## Modalità di gioco
I recipienti da cucina scendono dall'alto a testa in giù, davanti a uno sfondo piastrellato, e si possono accumulare in sei pile parallele a partire dal fondo dello schermo. Esistono sei tipi di recipienti e ne vengono giù due alla volta, di tipi casuali, uniti uno di fianco all'altro. Mentre cadono, il giocatore può spostare in orizzontale tutta la coppia, scambiare i due recipienti di posto, e accelerare la caduta. Quando solo uno dei recipienti raggiunge una pila sottostante e si ferma, il secondo recipiente può ancora essere spostato da solo, finché non si appoggia anch'esso su un'altra pila.
Quando vengono impilati cinque recipienti dello stesso tipo consecutivi, tutti e cinque scompaiono. Ogni cinque gruppi che il giocatore ha fatto scomparire, appare un menù a icone che permette di selezionare uno dei tipi di recipienti, così tutti i recipienti di quel tipo già presenti sullo schermo scompaiono. L'obiettivo è resistere il più possibile cancellando recipienti per farsi spazio, mentre la partita termina se una pila cresce fino all'altezza massima. In cima allo schermo si ha un'indicazione della prossima coppia che cadrà e un'indicazione di quanto manca alla prossima eliminazione di un tipo, rappresentata dalla scritta clean che si materializza progressivamente. 
Lo schermo è diviso verticalmente in due metà, destinate al gioco simultaneo per due giocatori, ciascuno con la propria area del tutto indipendente. Lo schermo è comunque diviso anche in giocatore singolo, nel qual caso la seconda metà ospita i crediti degli autori del gioco alternati alla classifica punteggi.